# فيفيباريدا ماليدوز
فيفيباريدا ماليدوز (باللاتينية: Viviparus malleatus)، هو حلزون مياه عذبة من فصيلة الولودات، يوجد ألوان عديدة للقشرة ولكن يتواجد عادة بلون بني/رمادي. يتواجد في البرك، والجداول بطيئة الجريان مع بعض النباتات وقاع طيني. تلد الأنثى مرتين في السنة و يكون عدد الصغار قليل. ويكون هذا الحلزون متواجد في الأحواض والبرك أكثر من غيره من الحلزونات وذلك لأن عدد الصغار قليل ولا يؤدي ذلك إلى اجتياح الحوض أو البركة. يتغذى على الطحالب ولا يأكل النباتات الحية. يمكن تغذيته على الطحالب والخضار، القشور والأطعمة المجمدة والحية.